# Thrasyvoulos Fylis
Thrasyvoulos Fylis (Grieks: Θρασύβουλος Φυλής) is een voetbalclub uit Fyli in Attica. De club promoveerde in 2008 voor het eerst naar de Griekse hoogste klasse.

## Bekende (ex-)spelers
- Kostas Manolas
- Alexandros Tzorvas